# Jean Gougeon (général)
Pour les articles homonymes, voir Jean Gougeon.
Le général baron Jean Gougeon (1773-1836) est un officier supérieur du Premier Empire et sous la Restauration, commandeur de la Légion d'honneur, il deviendra baron et maréchal de camp sous la Restauration.

## Biographie
Jean Gougeon naît à Metz, en Moselle, le 28 septembre 1733 1773. Il fait de brillantes études, qu’il interrompt lorsque la Révolution éclate. Il se tourne, comme son frère vers la carrière des armes. À peine âgé de 17 ans, Gougeon s’engage dans la Garde nationale (France) de Metz en 1790. Il combat la garnison révoltée à Nancy, le 30 août 1790.
Jean Gougeon s’enrôle ensuite le 14 août 1791, en qualité de sergent-major au 2e bataillon de volontaires de la Moselle. Jean Gougeon est promu au grade de sous-lieutenant le 9 novembre 1791, puis à celui de lieutenant le 7 septembre 1792. Il fit partie de l’armée de la Moselle de 1792 à 1793, de l’armée des Ardennes en 1794, de l’armée de Sambre-et-Meuse en 1795, de l’armée de l'Intérieur de 1796 à 1797, et enfin de l'armée d'Italie en 1798. Son courage est remarqué à la bataille de Fleurus, à Sombref, à la prise de Namur, à Aywailles et à la bataille de Juliers. Promu capitaine à la 116e demi-brigade, Gougeon fait la campagne de 1799 dans l’Armée d'Helvétie, comme aide-de-camp du général Loison. Gougeon se distingue à différentes reprises, notamment à Steg, où il dégage les arrières du général Lecourbe avec 150 hommes, agissant contre le général Souwaroff, et faisant face à six bataillons autrichiens.
Dans l’armée du Danube, il se distingue de nouveau à Nauders au Tyrol, ce qui lui vaut le grade de chef de bataillon. À cette occasion le général Suchet, alors chef d'état-major général, l’élève sur le champ au grade de chef de bataillon à la demande des sous-officiers et soldats de la 36e demi-brigade, reconnaissance suprême. De l'armée du Danube, le chef de bataillon Gougeon passe ensuite à celle d'Italie en 1800, et se trouve au passage du Mincio au mois de nivôse an VIII. Mis deux années à la disposition du ministre de la marine, en février 1803, Gougeon est envoyé à Saint-Domingue sous les ordres du général Leclerc. Là, Gougeon soutient pendant cinq mois le siège de la place des Cayes; fait prisonnier par les Anglais, lors de l'évacuation de cette place, le 25 vendémiaire an XII (18 octobre 1803), Jean Gougeon rentre en France la même année sur parole d'honneur.
Employé en 1806 à l'état-major de l'armée d'Italie, Gougeon passa le 1er juillet 1807 au 92e régiment, et fait la campagne de 1809. Il assiste aux batailles de Sacile et Caldiero; au passage de la Piave, en présence de l'armée autrichienne, et traverse le premier ce fleuve à la tête d'un bataillon de voltigeurs ; enfin, il combat vaillamment à Wagram, où il est blessé d'un coup de feu au bras droit. Envoyé peu après au Tyrol, le chef de bataillon Gougeon, à la tête de 300 hommes, dispersa et mit en fuite 4000 insurgés dans la vallée de Windischmatrey le 9 novembre 1809; le 2 décembre suivant, il en battit 7000 devant Prunecken.
Passé à l'armée d'Espagne en 1812, Jean Gougeon commande, en qualité de major en premier, le 50e régiment, et force Wellington à lever le siège du château de Burgos, le rejetant au-delà de Salamanque. En 1813, Gougeon combat en Navarre contre Mina. Après la perte de la Bataille de Vitoria, alors que le maréchal Soult vient rallier l'armée sous Saint-Jean-Pied-de-Port, le major Gougeon, à la tête du 50e régiment, enfonce une division anglaise près de Roncevaux le 25 juillet 1813. Complimenté sur le champ de bataille par le général en chef, celui-ci demande une promotion immédiate de Gougeon au grade de colonel. Le commandement du 94e lui ayant été confié, le colonel Gougeon reçoit une seconde blessure au bras droit en combattant devant Bayonne. Renfermé dans cette place en février 1814, Gougeon fait fonction de général de brigade sur le front de Marrac. Grâce à lui, son régiment peut sortir le 14 avril 1814 et faire prisonnier le général en chef de l'armée anglaise. Mis à la tête du 96e régiment en 1815, et employé au 4e corps commandé par le lieutenant-général Gérard, Gougeon attaque et reprend le village de Ligny le 16 juin 1815. Après la défaite de Waterloo, le colonel Gougeon contribue à arrêter à Flawine, devant Namur, une grande partie de l’avant-garde de l’armée prussienne.
À la Seconde Restauration, Gougeon est appelé pour reformer la légion du Lot-et-Garonne. Nommé maréchal de camp en 1821, il fait la dernière Campagne d'Espagne, se distinguant particulièrement le 16 juillet 1823 devant Cadix, puis lors de la prise du Fort du Trocadéro en août 1823.  Le Duc d'Angoulême, après l'avoir comblé des marques de son estime, le nomme commandeur de la Légion d'honneur sur le champ de bataille. Ensuite, la bienveillance royale l'appelle au commandement de la 1re subdivision de la 16e division militaire de Lille. 
Il épousa vers 1825, Marie-Hélène-Gérardine, Baronne de Vivario de Ramezée.  
Sans postérité, il était le parrain de son neveu le général Henry Putz (1824-1903), commandeur de la Légion d'honneur. 
Le baron Jean Gougeon meurt à Neuilly le 1er mars 1836.

## Titres et décorations
- Baron héréditaire par Lettres patentes du 20 mars 1824.
- Commandeur de la Légion d'honneur[3]
- Chevalier de l’Ordre royal et militaire de Saint-Louis
- Grand Croix de l’Ordre de Saint-Ferdinand (Espagne)
- Grand Officier l’Ordre de Sainte-Anne

## États de service
- Capitaine à la 116e demi-brigade, comme aide-de-camp du général Loison (an VII)
- Chef de bataillon (commandant) en 99 à l'armée du Danube
- Chef de bataillon à l'armée d'Italie en 1800
- Major en premier du 50e régiment
- Colonel en 1813[3]
- Maréchal de camp en 1821 (général de brigade)[3]
- Commandant la 1re subdivision de la 16e division militaire (Nord)

## Sources
- Émile Auguste Bégin : Biographie de la Moselle: Histoire par ordre alphabétique, de toutes les personnes nées dans ce département, Volume 2, Metz 1829. (p. 236-240)